# Jakob von Türk

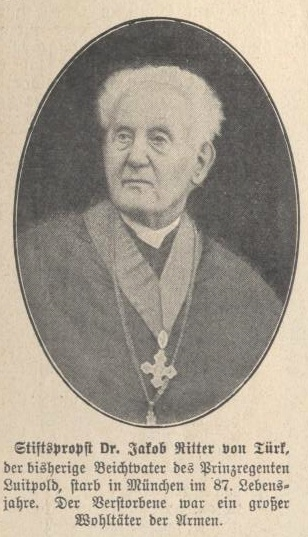
Jakob von Türk

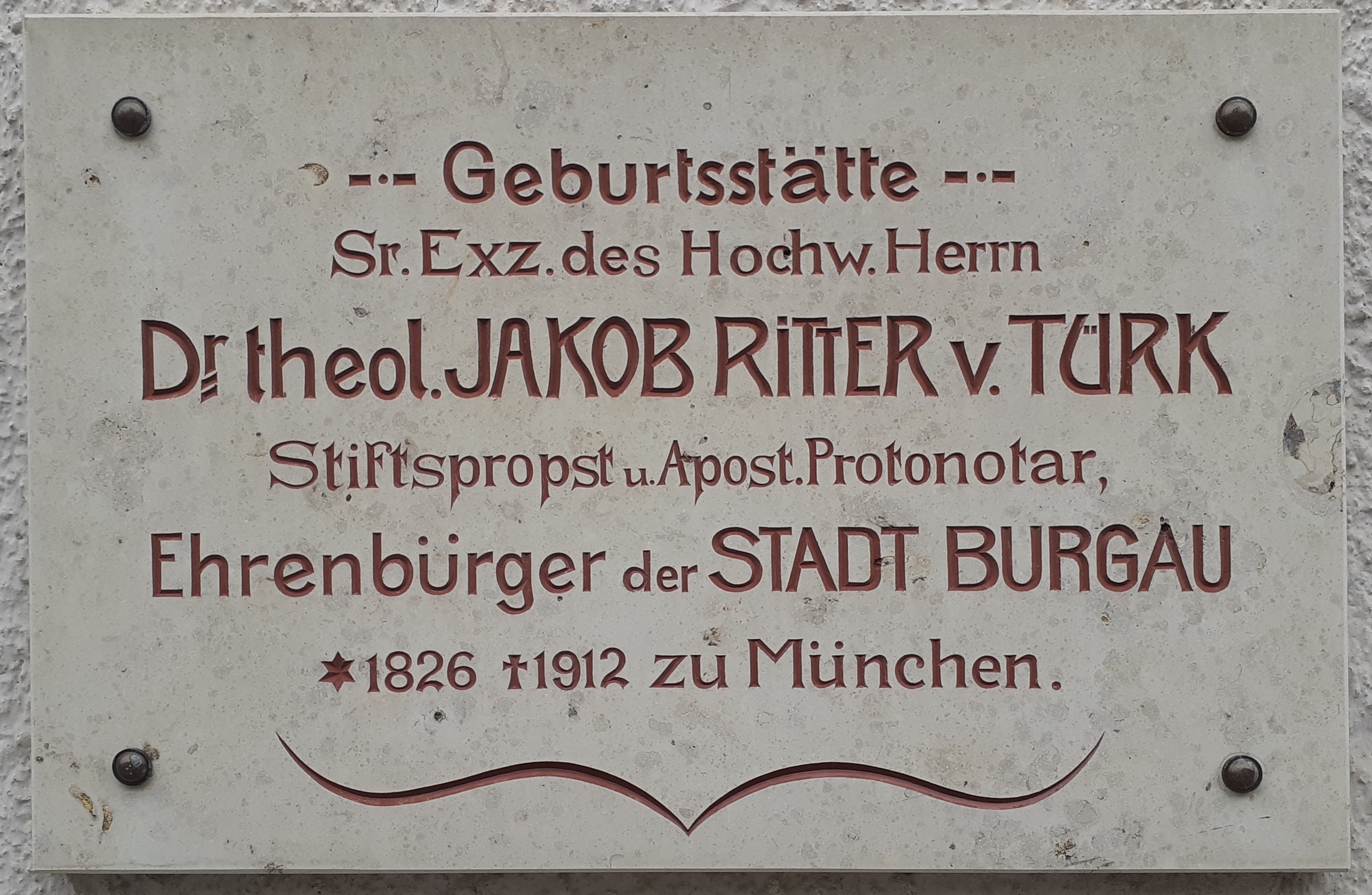
Plakette am Geburtshaus in Burgau

Jakob Türk, seit 1885 Ritter von Türk (* 12. April 1826 in Burgau; † 29. September 1912 in München), war ein deutscher katholischer Priester, infulierter Stiftspropst in München und Hofbeichtvater von König Ludwig II. (Bayern), sowie von Prinzregent Luitpold von Bayern.

## Leben und Wirken
Türk stammte aus Burgau in Bayerisch Schwaben und war der Sohn eines Lehrers. Zunächst Kaplan in St. Ulrich zu Augsburg wurde er 1860 Hofpriester an der Hofkirche Fürstenfeld, 1864 Kaplan am Hof- und Kollegiatstift St. Cajetan in München, 1867 Geistlicher Rat und Hofkaplan der königlichen Familie. Zunächst wirkte der Priester hauptsächlich als Beichtvater von König Ludwig II., später übernahm ihn dessen Onkel, Prinzregent Luitpold, ebenfalls in diesem Amt, welches er bis zu seinem Tod ausübte. 1871 zeichnete man Türk mit dem Ritterkreuz 1. Klasse des Verdienstordens vom Heiligen Michael aus. Er erhielt 1885 das Ritterkreuz vom Verdienstorden der Bayerischen Krone und wurde in den persönlichen Adelsstand erhoben. Der Geistliche gehörte zum engsten Freundeskreis des Prinzregenten.
Ab 1883 war Jakob von Türk Dekan, ab 1890 infulierter Stiftspropst an St. Cajetan. Aufgrund der Infulierung durfte er bei feierlichen Anlässen ehrenhalber eine Bischofsmitra tragen, jedoch keinen Stab führen. Der Prälat fungierte auch als Zeremoniar des Haus-Ritter-Ordens vom Hl. Georg und unterrichtete 27 Jahre lang als katholischer Religionslehrer im Bayerischen Kadettenkorps.
Zwei seiner Trauerreden, eine auf König Ludwig II. und die andere auf dessen Mutter, Königin Marie, sind im Druck erschienen.
Es ist u. a. überliefert, dass ihm Prinzregent Luitpold, als Zeichen besonderer Wertschätzung, stets etwas von seiner Jagdbeute überbringen ließ. Die Stadt Gottes, Novemberheft 1912, (Seite 138 des Jahrgangs 1913) hält in einem Kurznachruf mit Bild fest, dass Stiftspropst Türk ein „großer Wohltäter der Armen“  gewesen sei.
Jakob von Türk galt als Hauptvertreter der dem sogenannten Reformkatholizismus zugeneigten Münchner Hofgeistlichkeit in der 2. Hälfte des 19. Jahrhunderts.
Er trug den päpstlichen Ehrentitel eines Apostolischen Protonotars; in seinem Heimatort Burgau wurde er zum Ehrenbürger ernannt und es gibt dort die „Ritter-von-Türk-Straße“.
Die zeitgenössische Schriftstellerin Erika von Watzdorf-Bachoff (1878–1963), die nicht der katholischen Kirche angehörte, schreibt über Jakob von Türk in ihren Lebenserinnerungen:

„Propst von Türk, des Regenten Hauskaplan und gleichaltrig mit ihm, in weißen Locken, ein schöner priesterlicher Greis, saß einmal anläßlich eines Hoffestes neben mir, und als ich über eine katholische Einzelheit, von der er sprach, nicht Bescheid wußte, meinte er lächelnd: 'Ach ja! Sie lassen ja nicht bei uns arbeiten.' “